# Landázuri
Landázuri è un comune della Colombia nel dipartimento di Santander. Venne fondato in epoca coloniale da José María Landázuri, mentre l'istituzione del comune è del 13 dicembre 1974.